# Costatophora mcgilpi
Costatophora mcgilpi is een slakkensoort uit de familie van de Triphoridae. De wetenschappelijke naam van de soort is voor het eerst geldig gepubliceerd in 1952 door Cotton.